# Manilkara dissecta
Manilkara dissecta är en tvåhjärtbladig växtart som först beskrevs av Carl von Linné d.y., och fick sitt nu gällande namn av Marcel Marie Maurice Dubard. Manilkara dissecta ingår i släktet Manilkara och familjen Sapotaceae. Inga underarter finns listade i Catalogue of Life.